# Associazione Calcio Fiorentina 1983-1984
Questa voce raccoglie le informazioni riguardanti l'Associazione Calcio Fiorentina nelle competizioni ufficiali della stagione 1983-1984.

## Stagione

Paolo Monelli, alla sua seconda esperienza a Firenze, assurse a migliore marcatore dei viola in campionato con 12 reti.

Nella stagione 1983-1984 la Fiorentina arriva terza a fine torneo, disputando un campionato sempre di vertice ed acquisendo il diritto a partecipare la prossima stagione alla Coppa UEFA.
Voluti dall'allenatore Giancarlo De Sisti sono arrivati a Firenze i nuovi Gabriele Oriali, Pasquale Iachini e Paolo Pulici che ha il compito di sostituire il partente Francesco Graziani, mentre ritorna dal prestito all'Ascoli il giovane Paolo Monelli che disputa un ottimo torneo.
Miglior marcatore dei viola in questa stagione è proprio Monelli autore di 14 reti, delle quali 2 in Coppa Italia e 12 in campionato, molto bene anche l'argentino Daniel Bertoni con 10 centri. La squadra viola in questa stagione patisce un grave infortunio, capitato al suo capitano Giancarlo Antognoni, che si frattura una gamba.
La corsa della Fiorentina in Coppa Italia si ferma ai quarti di finale, dove è stata eliminata dal Bari, dopo essere giunta seconda dietro l'Ascoli nell'ottavo girone di qualificazione disputato prima del campionato, e dopo aver superato il Cesena negli ottavi di finale.

## Organigramma societario
Area direttiva
- Presidente: Ranieri Pontello

Area tecnica
- Allenatore: Giancarlo De Sisti

## Rosa
| N. |                      | Ruolo | Calciatore                     |
| -- | -------------------- | ----- | ------------------------------ |
|    | Italia (bandiera)    | P     | Giancarlo Alessandrelli        |
|    | Italia (bandiera)    | P     | Giovanni Galli                 |
|    | Italia (bandiera)    | P     | Marco Landucci                 |
|    | Italia (bandiera)    | D     | Stefano Carobbi                |
|    | Italia (bandiera)    | D     | Renzo Contratto                |
|    | Italia (bandiera)    | D     | Antonello Cuccureddu           |
|    | Italia (bandiera)    | D     | Armando Ferroni                |
|    | Argentina (bandiera) | D     | Daniel Passarella              |
|    | Italia (bandiera)    | D     | Celeste Pin                    |
|    | Italia (bandiera)    | D     | Federico Rossi                 |
|    | Italia (bandiera)    | C     | Giancarlo Antognoni (capitano) |
|    | Italia (bandiera)    | C     | Alessandro Bertoni             |

| N. |                      | Ruolo | Calciatore       |
| -- | -------------------- | ----- | ---------------- |
|    | Argentina (bandiera) | C     | Daniel Bertoni   |
|    | Italia (bandiera)    | C     | Mario Bortolazzi |
|    | Italia (bandiera)    | C     | Luciano Miani    |
|    | Italia (bandiera)    | C     | Gabriele Oriali  |
|    | Italia (bandiera)    | C     | Pasquale Iachini |
|    | Italia (bandiera)    | C     | Eraldo Pecci     |
|    | Italia (bandiera)    | C     | Patrizio Sala    |
|    | Italia (bandiera)    | C     | Sandro Vignini   |
|    | Italia (bandiera)    | A     | Daniele Massaro  |
|    | Italia (bandiera)    | A     | Paolo Monelli    |
|    | Italia (bandiera)    | A     | Paolo Pulici     |

## Risultati

### Serie A

#### Girone di andata
| Arbitro: | Benedetti (Roma) |

|                                              |           |             |
| Oriali 43’ Monelli 45’, 63’, 71’ Iachini 80’ | Marcatori | 79’ Palanca |

| Arbitro: | Lo Bello (Siracusa) |

|              |           |  |
| Beruatto 22’ | Marcatori |  |

| Arbitro: | Pairetto (Torino) |

|                          |           |               |
| Passarella 41’ Pecci 74’ | Marcatori | 80’ Novellino |

| Arbitro: | Longhi (Roma) |

|           |           |                          |
| Brady 41’ | Marcatori | 35’ Oriali 88’ Antognoni |

| Firenze 9 ottobre 1983 5ª giornata | Fiorentina     | 0 – 0 referto | Udinese | Stadio Comunale\| Arbitro: \| Pieri (Genova) \| |
| Arbitro:                           | Pieri (Genova) |               |         |                                                 |

| Firenze 23 ottobre 1983 6ª giornata | Fiorentina       | 0 – 0 referto | Pisa | Stadio Comunale\| Arbitro: \| Altobelli (Roma) \| |
| Arbitro:                            | Altobelli (Roma) |               |      |                                                   |

| Arbitro: | Ballerini (La Spezia) |

|                            |           |               |
| Iorio 6’, 73’ Storgato 25’ | Marcatori | 30’ Antognoni |

| Arbitro: | Pairetto (Torino) |

|                                                       |           |  |
| Monelli 18’, 51’ Pecci 36’ Massaro 55’ D. Bertoni 85’ | Marcatori |  |

| Arbitro: | D'Elia (Salerno) |

|                                  |           |                                |
| Damiani 14’ F. Baresi 83’ (rig.) | Marcatori | 36’ Oriali 60’ (aut.) Tassotti |

| Arbitro: | Bello (Siracusa) |

|                                   |           |                                            |
| Antognoni 12’ D. Bertoni 47’, 56’ | Marcatori | 2’ Bonini 27’ Platini 76’ (aut.) Contratto |

| Arbitro: | Mattei (Macerata) |

|              |           |                              |
| Giordano 35’ | Marcatori | 54’ Antognoni 81’ Passarella |

| Arbitro: | Barbaresco (Cormons) |

|                     |           |               |
| Bagni 9’ Serena 18’ | Marcatori | 8’ Passarella |

| Firenze 18 dicembre 1983 13ª giornata | Fiorentina                   | 0 – 0 referto | Roma | Stadio Comunale\| Arbitro: \| Agnolin (Bassano del Grappa) \| |
| Arbitro:                              | Agnolin (Bassano del Grappa) |               |      |                                                               |

| Arbitro: | Benedetti (Roma) |

|                                       |           |                      |
| M. Briaschi 58’ Passarella 80’ (aut.) | Marcatori | 65’ Pecci 75’ Pulici |

| Arbitro: | Lanese (Messina) |

|                |           |  |
| D. Bertoni 45’ | Marcatori |  |

#### Girone di ritorno
| Napoli 15 gennaio 1984 16ª giornata | Napoli              | 0 – 0 referto | Fiorentina | Stadio San Paolo\| Arbitro: \| Lo Bello (Siracusa) \| |
| Arbitro:                            | Lo Bello (Siracusa) |               |            |                                                       |

| Arbitro: | Barbaresco (Cormons) |

|                                      |           |               |
| D. Bertoni 21’, 66’ Monelli 45’, 70’ | Marcatori | 35’ Hernández |

| Arbitro: | Pairetto (Torino) |

|         |           |                     |
| Pin 30’ | Marcatori | 36’, 85’ D. Bertoni |

| Arbitro: | Mattei (Macerata) |

|                                    |           |  |
| Antognoni 19’ Oriali 59’ Pecci 73’ | Marcatori |  |

| Arbitro: | Casarin (Milano) |

|                          |           |                |
| Virdis 35’, 84’ Zico 72’ | Marcatori | 37’ D. Bertoni |

| Arbitro: | Bello (Siracusa) |

|           |           |             |
| Kieft 32’ | Marcatori | 54’ Monelli |

| Arbitro: | Longhi (Roma) |

|                           |           |  |
| D. Bertoni 3’ Monelli 30’ | Marcatori |  |

| Arbitro: | Pieri (Genova) |

|  |           |                  |
|  | Marcatori | 69’, 71’ Monelli |

| Arbitro: | Paparesta (Bari) |

|                          |           |                        |
| Oriali 1’ Passarella 49’ | Marcatori | 72’ Carotti 90’ Icardi |

| Arbitro: | Barbaresco (Cormons) |

|             |           |  |
| Vignola 90’ | Marcatori |  |

| Arbitro: | Lanese (Messina) |

|                                         |           |                         |
| Passarella 30’, 32’ Spinozzi 62’ (aut.) | Marcatori | 25’ Laudrup 78’ D'Amico |

| Arbitro: | Longhi (Roma) |

|                |           |            |
| Passarella 78’ | Marcatori | 31’ Serena |

| Arbitro: | Ballerini (La Spezia) |

|                         |           |             |
| Pruzzo 15’ B. Conti 41’ | Marcatori | 61’ Monelli |

| Firenze 6 maggio 1984 29ª giornata | Fiorentina      | 0 – 0 referto | Genoa | Stadio Comunale\| Arbitro: \| Magni (Bergamo) \| |
| Arbitro:                           | Magni (Bergamo) |               |       |                                                  |

| Avellino 13 maggio 1984 30ª giornata | Avellino          | 0 – 0 referto | Fiorentina | Stadio Partenio\| Arbitro: \| Pairetto (Torino) \| |
| Arbitro:                             | Pairetto (Torino) |               |            |                                                    |

### Coppa Italia

#### Fase a gironi
| Arbitro: | Pieri (Genova) |

|  |           |                          |
|  | Marcatori | 38’ Antognoni 83’ Pulici |

| Arbitro: | Benedetti (Roma) |

|             |           |            |
| Bagnato 35’ | Marcatori | 74’ Pulici |

| Arbitro: | Facchin (Udine) |

|                                   |           |  |
| Pulici 43’ Monelli 64’ Oriali 89’ | Marcatori |  |

| Arbitro: | Pirandola (Lecce) |

|                             |           |           |
| Monelli 12’, 77’ Pulici 86’ | Marcatori | 51’ Butti |

| Arbitro: | Facchin (Udine) |

|                                              |           |                            |
| Borghi 38’ De Vecchi 45’ (rig.) Pochesci 83’ | Marcatori | 86’ Carobbi 88’ A. Bertoni |

#### Fase finale
| Arbitro: | Longhi (Roma) |

|              |           |                      |
| Arrigoni 37’ | Marcatori | 16’ (rig.) Antognoni |

| Arbitro: | Pezzella (Frattamaggiore) |

|            |           |  |
| Pulici 55’ | Marcatori |  |

| Arbitro: | Longhi (Roma) |

|                         |           |            |
| Messina 5’ Galluzzo 85’ | Marcatori | 45’ Oriali |

| Arbitro: | Lanese (Messina) |

|                |           |                           |
| Passarella 16’ | Marcatori | 25’ Guastella 66’ Acerbis |

## Statistiche

### Statistiche di squadra
| Competizione | Punti | In casa | In casa | In casa | In casa | In casa | In casa | In trasferta | In trasferta | In trasferta | In trasferta | In trasferta | In trasferta | Totale | Totale | Totale | Totale | Totale | Totale | DR  |
| Competizione | Punti | G       | V       | N       | P       | Gf      | Gs      | G            | V            | N            | P            | Gf           | Gs           | G      | V      | N      | P      | Gf     | Gs     | DR  |
| ------------ | ----- | ------- | ------- | ------- | ------- | ------- | ------- | ------------ | ------------ | ------------ | ------------ | ------------ | ------------ | ------ | ------ | ------ | ------ | ------ | ------ | --- |
| Serie A      | 36    | 15      | 8       | 7       | 0       | 31      | 11      | 15           | 4            | 5            | 6            | 17           | 20           | 30     | 12     | 12     | 6      | 48     | 31     | +17 |
| Coppa Italia |       | 4       | 3       | 0       | 1       | 8       | 3       | 5            | 1            | 2            | 2            | 7            | 7            | 9      | 4      | 2      | 3      | 15     | 10     | +5  |
| Totale       |       | 19      | 11      | 7       | 1       | 39      | 14      | 20           | 5            | 7            | 8            | 24           | 27           | 39     | 16     | 14     | 9      | 63     | 41     | +22 |

### Statistiche dei giocatori
A completamento delle statistiche sono da considerare 2 autogol a favore dei viola in campionato. 
Sono in corsivo i calciatori che hanno lasciato la società a stagione in corso.
| Giocatore        | Serie A  | Serie A | Serie A     | Serie A    | Coppa Italia | Coppa Italia | Coppa Italia | Coppa Italia | Totale   | Totale | Totale      | Totale     |
| Giocatore        | Presenze | Reti    | Ammonizioni | Espulsioni | Presenze     | Reti         | Ammonizioni  | Espulsioni   | Presenze | Reti   | Ammonizioni | Espulsioni |
| ---------------- | -------- | ------- | ----------- | ---------- | ------------ | ------------ | ------------ | ------------ | -------- | ------ | ----------- | ---------- |
| A. Alessandrelli | 0        | -0      | ?           | ?          | 0            | -0           | ?            | ?            | 0        | -0     | ?           | ?          |
| G. Antognoni     | 18       | 5       | ?           | ?          | 5            | 2            | ?            | ?            | 23       | 7      | ?           | ?          |
| A. Bertoni       | 9        | 0       | ?           | ?          | 3            | 1            | ?            | ?            | 12       | 1      | ?           | ?          |
| D. Bertoni       | 26       | 10      | ?           | ?          | 6            | 0            | ?            | ?            | 32       | 10     | ?           | ?          |
| M. Bortolazzi    | 1        | 0       | ?           | ?          | 2            | 0            | ?            | ?            | 3        | 0      | ?           | ?          |
| S. Carobbi       | 1        | 0       | ?           | ?          | 2            | 1            | ?            | ?            | 3        | 1      | ?           | ?          |
| R. Contratto     | 29       | 0       | ?           | ?          | 7            | 0            | ?            | ?            | 36       | 0      | ?           | ?          |
| A. Cuccureddu    | 3        | 0       | ?           | ?          | 2            | 0            | ?            | ?            | 5        | 0      | ?           | ?          |
| A. Ferroni       | 13       | 0       | ?           | ?          | 6            | 0            | ?            | ?            | 19       | 0      | ?           | ?          |
| G. Galli         | 30       | -31     | ?           | ?          | 9            | -10          | ?            | ?            | 39       | -41    | ?           | ?          |
| P. Iachini       | 25       | 1       | ?           | ?          | 6            | 0            | ?            | ?            | 31       | 1      | ?           | ?          |
| M. Landucci      | 0        | -0      | ?           | ?          | 0            | -0           | ?            | ?            | 0        | -0     | ?           | ?          |
| D. Massaro       | 29       | 1       | ?           | ?          | 6            | 0            | ?            | ?            | 35       | 1      | ?           | ?          |
| L. Miani         | 9        | 0       | ?           | ?          | 5            | 0            | ?            | ?            | 14       | 0      | ?           | ?          |
| P. Monelli       | 29       | 12      | ?           | ?          | 8            | 3            | ?            | ?            | 37       | 15     | ?           | ?          |
| G. Oriali        | 29       | 5       | ?           | ?          | 7            | 2            | ?            | ?            | 36       | 7      | ?           | ?          |
| D. Passarella    | 27       | 7       | ?           | ?          | 7            | 1            | ?            | ?            | 34       | 8      | ?           | ?          |
| E. Pecci         | 30       | 4       | ?           | ?          | 7            | 0            | ?            | ?            | 37       | 4      | ?           | ?          |
| C. Pin           | 28       | 0       | ?           | ?          | 7            | 0            | ?            | ?            | 35       | 0      | ?           | ?          |
| P. Pulici        | 20       | 1       | ?           | ?          | 7            | 5            | ?            | ?            | 27       | 6      | ?           | ?          |
| F. Rossi         | 17       | 0       | ?           | ?          | 9            | 0            | ?            | ?            | 26       | 0      | ?           | ?          |
| P. Sala          | 0        | 0       | ?           | ?          | 2            | 0            | ?            | ?            | 2        | 0      | ?           | ?          |
| S. Vignini       | 0        | 0       | ?           | ?          | 0            | 0            | ?            | ?            | 0        | 0      | ?           | ?          |